# 上ノ平城
上ノ平城（うえのたいらじょう）は、信濃国伊那郡（現在の長野県上伊那郡箕輪町東箕輪）にあった日本の城。長野県指定史跡。

## 概要
平安時代後期に信濃国伊那谷に土着した源為公（伊那馬大夫為公）によって築かれたと伝えられる。以後、為公の嫡流が代々居住したが、鎌倉時代に諏訪氏の一族にあたる知久氏（為公の後裔とする説もある）の居城となった。
従来、鎌倉初期に城主であった知久信貞が承久の乱の後に下伊那の知久郷へ退去して以降は改築されることなく廃城となったと考えられてきたが、平成に入ってから行われた発掘調査で確認された遺構、遺物から戦国時代にも城として機能していたことが明らかとなった。また、主郭跡の地中から大量の炭化物および焦土が出土していることから、何らかの理由により焼失したものと考えられている。
現在、城跡は県指定史跡となっている。

## 参考資料
- 長野県・箕輪町両教育委員会「上ノ平城」説明看板

## 関連事項
- 日本の城一覧